# Sam Aotaki
Samantha „Sam“ Mitsu Aotaki Kalis (* 30. Januar 1994 in Los Angeles, Los Angeles County, Kalifornien) ist eine US-amerikanische Schauspielerin.

## Leben
Aotaki wurde am 30. Januar 1994 in Los Angeles geboren. Als Kind hatte sie den Berufswunsch eines Models, aufgrund ihrer geringen Körpergröße entschied sie dann aber, Schauspielerin werden zu wollen. Ihre Schauspielausbildung erhielt sie durch die Teilnahme an mehreren Workshops und von Besuchen einiger Schauspielstudios. 2012 wirkte sie im Alter von 18 Jahren in einem Werbespot für den Autohersteller Toyota mit, der unter anderen in der Werbepause des Super Bowl XLVI gezeigt wurde.
2013 debütierte Aotaki in einer Nebenrolle im Film Boondocks. 2014 sollte sich wegweisend für ihre Laufbahn als Schauspielerin herausstellen. Unter anderen erhielt sie eine größere Nebenrolle in der Filmproduktion Alpha House sowie Hauptrollen in den Spielfilmen Asian School Girls – Rache war nie süßer! und Halloween Hell. Außerdem stellte sie, unter anderem, in vier Episoden der Fernsehserie Silver Lake Detective die Rolle der Jinx dar.

## Filmografie (Auswahl)
- 2013: Boondocks
- 2014: Land of Smiles (Kurzfilm)
- 2014: Alpha House
- 2014: Asian School Girls – Rache war nie süßer! (Asian School Girls)
- 2014: The Young Kieslowski
- 2014: Silver Lake Detective (Fernsehserie, 4 Episoden)
- 2014: Baadasssss Psycho Priest (Kurzfilm)
- 2014: BackStabbers: The Origin of a Hitman (Kurzfilm)
- 2014: Thoughts Afar in Moonlight
- 2014: Halloween Hell
- 2015: Evil Bong 420
- 2015: The Right Hand of God (Kurzfilm)
- 2015: One and Only (Fernsehserie, Episode 1x18)
- 2016: Nasty Piece of Work
- 2016: XOXO
- 2016: Suburban Cowboy
- 2017: Mac Daddy’s Vegas Adventure
- 2017: The Lines
- 2018: Fonotune: An Electric Fairytale (Sprechrolle)
- 2018: Clocking the T
- 2019: Welcome to Daisyland (Fernsehserie, Episode 1x02)
- 2021: Come at Me (Miniserie)
- 2023: End Times
- 2024: Handle with Care (Kurzfilm)

## Theater (Auswahl)
- The Tension Experience
- Squid Games: The Trials Immersive Experience